# Sultanato de Rum
El Sultanato de Rum, Sultanato de Roma (turco moderno: Anadolu Selçuklu(ları) Devleti o Türk(iye) Selçuklu Devleti) o Sultanato de los romanos fue un Estado turco gobernado por la dinastía selyúcida situado en Anatolia y cuyo período histórico abarca desde 1077 a 1307.

## Trasfondo histórico
Aproximadamente en 970, Selyūq ibn Dūqāq, un jefe tribal de la confederación turquíca oguz, se convirtió al islam, con su horda (establecida en los confines desérticos de Corasmia y cuyos integrantes pasan tener la denominación de turcomanos) y fundó la dinastía turca de los Grandes Selyúcidas (1038-1194). A partir de 1038, el nieto de Selyuq, Togril Beg establece su autoridad en Persia e Irak y es proclamado a partir de 1055 (tras ingresar a Bagdad) cómo sultán y protector del califato abasí. El poder de este último se había deteriorado con la instauración en Egipto del califato rival de los fatimíes, de obediencia chiita.
Los Grandes Selyúcidas, a partir de 1048, llevan a cabo varias campañas en Anatolia, en las fronteras orientales del Imperio bizantino, a fin de impedir una alianza bizantino-fatimí. Las turcomanos, en sus destructivas incursiones en busca de botín unido a su celo neofito de ghazi, encontraron en la árida meseta central de Anatolia, un clima similar a su ancestral hogar de Asia central. Este clima era ideal para sus caballos, camellos y el resto de su ganado. Quizás por estas razones fue que los nómadas turcomanos lanzaron toda su fuerza bélica hacia este sector enfrentándose a la nobleza armenia y griega del imperio bizantino en vez de seguir las órdenes de los grandes Sultanes Selyúcidas, sus líderes nominales, de dirigirse a Siria, Palestina y Egipto para enfrentarse a los fatimíes.
La batalla que ganó el sultán Alp Arslan (sobrino y sucesor de Togril) sobre el emperador bizantino Romano IV Diógenes, en Manzikert, en 1071, fue decisiva para la instalación definitiva de los turcos en Anatolia.

## Establecimiento
Entre 1070 y 1080, Suleiman ibn Kutalmish, un primo lejano del sultán Malik Shah I (hijo y sucesor de Alp Arslan), subió al poder en Anatolia occidental, con el apoyo de las tribus turcomanas, semiautónomas del poder de los grandes selyúcidas y que se asentaron en casi toda Anatolia tras el vacío de poder que se produjo tras la batalla de Manzikert. En 1075, Suleiman conquistó las ciudades bizantinas de Nicea (İznik) y Nicomedia (İzmit). Desafiando a Malik Shah, se declaró a sí mismo sultán en 1077 y estableció la capital en Nicea. El sultanato fue ampliado, pero cuando Suleiman fue asesinado en Antioquía (Antakya) en 1086 por Tutush I, el soberano selyúcida de Siria, la dinastía se vio abocada a su fin cuando el hijo de Suleiman, Kilij Arslan, fue encarcelado. Cuando Malik Shah murió en 1092, Kilij Arslan fue liberado e inmediatamente se apoderó de nuevo de los territorios de su padre. Kilij Arslan instala primero su capital en Iznik (antigua Nicea). Derrotado por los cruzados en 1097, retrocedió hacia Anatolia donde estableció su estado alrededor de Iconio (Konya). El emperador Federico Barbarroja y las tropas germánicas de la Tercera Cruzada asolan Konya en 1099. En 1107 capturó Mosul, pero el mismo año murió cuando luchaba frente a Mehmed Tapar, hijo de Malik Shah.
Konya fue capturada por Malik Shah II pero fue de nuevo conquistada por el hijo de Kilij Arslan, Mesud, en 1116 con la ayuda de los danisméndidas cuyas posesiones finalmente fueron incluidas en el sultanato. A la muerte de Mesud en 1156 el reino incluía casi toda Anatolia. Izz ad-Din Kilij Arslan II (1156-1192), el hijo de Mesud, conquistó las últimas posesiones de los danisméndidas en 1174 tras la muerte de Nur al-Din, quien había proclamado Anatolia oriental y Armenia como un protectorado. Se frustró una invasión bizantina de Manuel I Comneno en la batalla de Miriocéfalo el 17 de septiembre de 1176. Los estados francos durante la Tercera Cruzada ocuparon Konya en 1190. Con la fundación, en 1198, del reino armenio de Cilicia, los sultanes de Konya tenían como vecino a un estado cristiano.

Expansión del Sultanato selyúcida de Rum entre el 1100 y el 1243.
Sultanato en torno al 1100
Arrebatado a los Danismendíes hasta el 1174
Arrebatado a los bizantinos hasta el 1182
Nuevas conquistas hasta el 1243

Después de la muerte del último sultán de los Grandes Selyúcidas, Toğrül III, en 1194, los turcos selyúcidas de Rüm se convirtieron en los únicos representantes de la dinastía. En 1204 la toma de Constantinopla por la cuarta Cruzada reduce el control bizantino en Anatolia a la región de Iznik y el principado de Trebisonda.  Kaikosru I asedió Konya en 1205 y se proclamó sultán por segunda vez en su vida. Bajo el gobierno de Kaikosru y sus dos sucesores, Kaikaus I (1211-1220) y Kaikubad I (1220-1237), los selyúcidas de Rüm alcanzaron el apogeo de su poder. El logro más importante de Kaikosru fue la captura del puerto de Adalia (Antalya) en la costa mediterránea de Anatolia en 1207. Kaikaus capturó en la costa del mar Negro la ciudad de Sinope (actual Sinop) y convirtió a Trebisonda en su vasallo en 1214 así como sometió Cilicia, aunque no tuviera más remedio que rendir Alepo a Saladino en 1218. Kaikubad conquistó la costa mediterránea del Imperio bizantino entre 1221 y 1225. En 1225 también envió una fuerza expedicionaria a través del mar Negro hasta Crimea. En el este derrotó a los manguyakidas y los ortóquidas.
Los sultanes selyúcidas de Rum someten también a emiratos turcos rivales, como los danisméndidas y los saltúkidas, establecidos al este de la meseta anatoliana. Los cuatro primeros decenios del siglo XIII son florecientes, en especial durante los reinados de Kay Ka’us I (r. 1210-1219) y Kay Qubadh I (r. 1219-1237). El primero firma un acuerdo de paz con el emperador Teodoro Láscaris. El segundo se alía con los ayubidas de Siria para oponerse a los jorezmitas, que pusieron término al reinado de los grandes selyúcidas e intentan derribar el califato abasí. El empuje mongol se hace sentir en Anatolia hacia mediados del siglo XIII. Kay Khusraw II (r. 1237-1246) y su ejército compuesto de armenios, de griegos y de francos caen derrotados cerca de Sivas en 1243. Desde entonces, aunque el sultán se mantiene en su trono en Konya, no por eso deja de convertirse en vasallo de los kanes mongoles y les rinde tributo. Las disensiones entre los hijos de Kay Khusraw II disgregan el territorio selyúcida, que se convierte en una provincia il-kanida a la muerte de Ma‘sud II en 1307.

Sultanato de Rum y países vecinos hacia 1200.

## Caída

El sultanato de Rum, vasallo de los mongoles, y los emergentes beylicatos de Anatolia, hacia 1300.

Kaikosru II (1237-1246) comenzó su reinado conquistando el Reino de Amida (Diyarbakır), pero en 1239 tuvo que hacer frente a una revuelta liderada por un notorio predicador de la zona, Baba Ishaq. Pasados tres años, cuando había reprimido finalmente la rebelión, se perdió Crimea y el estado así como el ejército se debilitaron. En ese momento, Kaikosru tuvo que afrontar una amenaza emergente aún más peligrosa, los mongoles. Estos conquistaron Erzurum en 1242 y en 1243 el sultán fue aplastado por Baiju en la batalla de Köse Dağ (una montaña entre las ciudades turcas de Sivas y Erzincan), pasando los selyúcidas a ser vasallos de los mongoles. El sultán huyó a Antalya, donde murió en 1246.
El reino selyúcida se dividió entre los tres hijos menores de edad de Kaikosru. El mayor de ellos, Kaikaus II (1246-1260), asumió el gobierno en la zona occidental del río Kizil Irmak con Konya como capital. Sus hermanos más jóvenes, Kilij Arslan IV (1248-1265) y Kaikubad II (1249-1257) establecieron su soberanía al este del río Kizil Irmak,  con Sivas y Malatya como capitales, bajo la administración mongola. En el octubre de 1256 Baiju derrotó a Kaikaus II cerca de Aksaray y toda Anatolia estaba oficialmente sujeta ahora al caudillo militar mongol Möngke Kan. En 1260 Kaikaus II huyó de Konya a Crimea donde allí murió en 1279. Kilij Arslan IV fue ejecutado en 1265 y Kaikosru III (1265-1284) se convirtió en el gobernante títere de toda Anatolia. Sin embargo, el antiguo estado selyúcida comenzaba en esos momentos a dividirse en pequeños emiratos que no reconocían el poder selyúcida ni el mongol. Uno de estos sultanatos, el de los osmanlíes, sería el núcleo originario del futuro Imperio otomano. En 1277 Anatolia fue invadida por el gobernante mameluco Baibars I y sustituyó a los mongoles como administradores del sultanato selyúcida, pero muy pronto perdieron el interés y el mando fue asumido de nuevo por los mongoles, al menos oficialmente.
Al final de su reinado, Kaikosru III realmente podría reclamar la soberanía sobre lo que permanecía del sultanato turco selyúcida (es decir, las tierras alrededor de Konya y una pequeña línea de costa incluido el puerto de Kayseri (Cesarea Mazaca)). Algunos gobernantes de Anatolia reconocieron la supremacía del sultán en Konya y Kaikosru junto con sus sucesores se autodenominaron Fahreddin, «el Orgullo del Islam». Cuando Kaikosru fue ejecutado en 1282, la Dinastía Selyúcida sufrió severas luchas internas que durarían hasta 1303 cuando el hijo de Kaikaus II, Mesud II, se proclamó como sultán en Kayseri. Fue asesinado, sin embargo, en 1307 y su hijo Mesud III muy poco después. Un lejano descendiente de la Dinastía Selyúcida se estableció como el emir de Konya, pero fue derrotado y sus tierras conquistadas por los karamánidas en 1328.

## Sociedad
Tras aproximadamente dos siglos de poder selyúcida, al parecer coexistieron varias etnias (turcomanos, griegos, armenios) y confesiones en relativo buen entendimiento. La islamización del territorio es gradual. Se salvaron las iglesias y los monasterios. La confluencia de creencias participa en el surgimiento de órdenes místicas entre las cuales se encuentra la cofradía de los Mawlawis, que tuvieron como centro la tumba de Jalal al Din Rumi (m. 1275) en Konya. Asimismo, se observa una forma de endogamia entre las poblaciones. Por su parte, los sultanes no se niegan a casarse con princesas griegas o georgianas.

## Economía
El poder obtiene sus recursos de los ingresos agrícolas y del comercio internacional. Anatolia vuelve a ser una vía de paso (terrestre y marítima) de los intercambios (madera de construcción y esclavos) norte (Crimea)-sur (Siria, Egipto), además de las relaciones con las ciudades mercantiles venecianas, enemigas de los bizantinos. 

## Arquitectura
Subsisten numerosas infraestructuras relacionadas con este comercio. Una red de kanes que unen las principales ciudades del sultanato y distantes unas de otras del equivalente de una jornada de caminata (aproximadamente 25 km), son fundadas por los sultanes, sus esposas, visires u otras personalidades, a menudo bajo el régimen de waqf. Presentan el aspecto de fortalezas con torres de esquina y contrafuertes. La decoración, cuando existe, se concentra en los porches de entrada (en el patio o en la gran sala) incluso los edículos que sirven de mezquita como en los dos Sultan Han cerca de Aq Saray y Kayseri (1229). Los puentes, reconocibles por su gran arco de arco mitral coronado por un parapeto de perfil triangular, son testigo de la importancia concedida a la red de vías de comunicación, además del hecho de que permitían la recaudación de impuestos. El único vestigio de arquitectura naval en el mundo árabe-musulmán de este periodo es el fondeadero del puerto de Alanya (1228) en el Mediterráneo.
También en lo civil, hay que recordar la restauración o la construcción de fortificaciones de ciudades, donde destaca la de Erzurum (después de 1230). En cambio de los palacios sólo subsisten cimientos y fragmentos de decoración: cerámica de revestimiento, carpintería y estucos. El de Kubadabad en el lago Beyshehir incluía un patio de honor con cuatro iwans, una mezquita, baños y un arsenal, así como un terreno de juego, especialmente para la práctica ecuestre. 
El campo de la arquitectura religiosa es rico en monumentos, sobre todo construidos después de 1150, en los que la influencia del Irán selyúcida, combinada con las influencias locales griegas y armenias, se hace sentir en el tipo de edificios (mezquitas y madrasas, mausoleos (gumbat)) y en su estructura: un patio abierto a uno, dos o cuatro iwans precedido de un pórtico magnificado y flanqueado por minaretes para las primeras; torres de sección circular o poligonal con una cubierta cónica o piramidal para las segundas. El nuevo uso de materiales hizo posible la erección de numerosas construcciones en un lapso de tiempo limitado, sobre todo para los paramentos de mármol bicolores, al igual que lo que se utilizaba en Siria en la misma época. Los porches de entrada funden la identidad de estas realizaciones. En volúmenes simples una arquería inscrita en un rectángulo se adhiere a una decoración abundante, confinando en ocasiones la exuberancia, con franjas epigráficas, lazos y nudos, motivos vegetales y animales, muqarnas: madraza Ince Minare en Konya (1258), madraza Gök en Sivas (1271), mezquita Ulu Cami en Divrigi (1229). Esta última, asociada a un hospital, constituye un ejemplo de los complejos con funciones diversas que se extienden por Siria y Egipto a partir del siglo XIII.
Excepto los elementos esculpidos en piedra, la profusión decorativa propia de los selyúcidas se encuentra en el trabajo en madera, bronce y estuco. Cabe mencionar la cerámica de revestimiento, en forma de mosaico utilizada para la cúpula y las albanegas de la madraza Karatay en Konya (1252) o de azulejos imbricados en estrella y en cruz que se encuentran en los vestigios de los palacios (Konya, Antalya, Diyarbakir). La decoración, pintada en vidriado, lustrado, esgrafiado, o de tipo minai, evoca un repertorio característico: personajes con rostro redondo y con ojos almendrados, animales reales y fantásticos, signos del zodiaco, todo en composiciones cercanas a la heráldica. De ellos se revela una influencia de Asia central y de sus tradiciones chamánicas. Las mezquitas selyúcidas también han dejado los fragmentos más antiguos de alfombras islámicas que nos han llegado; sus motivos estilizados a veces se asocian a inscripciones cúficas. Una seda con leones enfrentados que adornan medallones (Lyon, museo histórico de tejidos) posee una inscripción con el nombre de Kay Qubadh (¿I o III?), mientras que un plato de cristal esmaltado y dorado, técnica que apareció en Siria en el siglo XII, luce el de Kay Khusraw II (Konya, museo Karatay).

## Sultanes de Rüm
El territorio que mantuvo su identidad y que prevalecería durante varias décadas fue el del sultanato de Rüm (1081–1302). Fundado por Suleiman ibn Kutalmish, bajo la protección del Imperio bizantino para el que sus tropas combatían como mercenarias, este sultanato se asentó en Anatolia y se expandió por Mesopotamia y Armenia, llegando a aunar bajo su dominio a pueblos cristianos: griegos, sirios y armenios. Conoció su etapa de esplendor bajo el reinado de Kaikubad I (1221–1237). Disponía de un puerto en el Mediterráneo, Antalya, por el que realizaba funciones de enlace comercial entre el Extremo Oriente y Europa. También contaban con un puerto en el mar Negro, Sinop. A partir de 1231, los asaltos mongoles asolaron el sultanato. La victoria mongola en la batalla de Köse Dağ (1243) fraccionó al sultanato (reducido a vasallaje mongol) en múltiples emiratos turcomanos, vasallos asimismo de los mongoles. Otros emiratos, situados en la frontera con los bizantinos, permanecieron independientes realizando la Guerra Santa a los griegos. Uno de estos emiratos occidentales, el de los osmanlíes, sería el núcleo originario del futuro Imperio otomano. Hacia 1276, los selyúcidas de Rüm perdieron de facto todo su poder, aunque nominalmente lo mantuvieron hasta 1307.
Los sultanes reinantes en Rüm fueron:
- 1060-1077: Kutalmish
- 1077-1086: Suleiman ibn Kutalmish
- 1092-1107: Kilij Arslan I
- 1107-1116: Melikshah
- 1116-1156: Mesud I
- 1156-1192: Kilij Arslan II
- 1192-1196: Kaikosru I (1.er reinado)
- 1196-1204: Suleiman II
- 1204-1205: Kilij Arslan III
- 1205-1211: Kaikosru I (2.º reinado)
- 1211-1220: Kaikaus I
- 1220-1237: Kaikubad I
- 1237-1246: Kaikosru II (1.er reinado)
- 1246-1260: Kaikaus II
- 1248-1265: Kilij Arslan IV
- 1249-1257: Kaikubad II
- 1257-1259: Kaikosru II (2.º reinado)
- 1265-1282: Kaikosru III
- 1282-1284: Masud II (1.er reinado)
- 1284: Kaikubad III (1.er reinado)
- 1284-1293: Masud II (2.º reinado)
- 1293-1294: Kaikubad III (2.º reinado)
- 1294-1301: Masud II (3.er reinado)
- 1301-1303: Kaikubad III (3.er reinado)
- 1303-1307: Masud II (4.º reinado)
- 1307: Masud III